# JBuilder
JBuilder es un IDE (entorno de desarrollo integrado) Java de Borland. Es un software creado en 1995.
La versión 2006 (Borland JBuilder 2006) tiene 3 ediciones: Enterprise (para aplicaciones J2EE, Web Services y Struts), Developer (para el completo desarrollo de aplicaciones Java) y Foundation (con capacidades básicas para iniciarse en el desarrollo de aplicaciones java y de momento es de libre uso).

La versión JBuilder 2007 está basada en Eclipse. Tiene también 3 ediciones: Enterprise (la más completa), Professional y Developer. Fue presentada, en inglés, en noviembre de 2006, anunciándose que a comienzos de 2007 saldrían versiones en francés, alemán y japonés.
En mayo de 2007  se presentó una nueva versión de JBuilder, disponible en 3 ediciones: Enterprise (la más completa), 2007 y Turbo (esta última freeware). Está disponible para Windows, Linux y MacOS X, en inglés, francés, alemán y japonés.
La última versión es JBuilder 2008, también disponible en 3 versiones, Enterprise, Professional y Turbo.
Actualmente pertenece a la ex-filial de Borland CodeGear.